# Chien d’Artois
Der Chien d’Artois ist eine von der FCI (Nr. 28, Gr. 6, Sek. 1.2) anerkannte französische Hunderasse.

## Herkunft und Geschichtliches
Der heutige Chien d’Artois ist die kleinere Variante (bis 58 cm, 30 kg) des ausgestorbenen Grand Chien d’Artois, der von einer schwarzen Varietät des Hubertushundes, gekreuzt mit englischen Jagdhunden, abstammt.

## Beschreibung
Das Fell ist kurz, robust, eng anliegend in den Farben dreifarbig dunkelfauve bis hin zu hasen- oder dachsfarben, mit Mantel oder großen Flecken; der Kopf ist üblicherweise falbfarben, manchmal berusst. Die Ohren sind auf Augenlinie angesetzt; etwas dick, breit, mit rundem Ende, nahezu flach und recht lang; bis zum Nasenschwammansatz reichend.

## Verwendung
Der Chien d’Artois ist ein Briquet und wird überwiegend zur Flintenjagd verwendet: als spurlaut jagender Hund, der dem Jäger die Beute zutreibt und eine Fährte wieder aufnehmen kann. Früher wurde er auch in der Meute eingesetzt.